# Adenanthellum osmitoides
Adenanthellum es un género perteneciente a la familia de las asteráceas. Su única especie: Adenanthellum osmitoides, es originaria de Sudáfrica.

## Descripción
Es una planta herbácea perennifolia que alcanza un tamaño de 0,25-0,7 m de altura y se encuentra en Sudáfrica a una altitud de hasta 1830 m s. n. m. (metros sobre el nivel del mar).

## Taxonomía
Adenanthellum osmitoides fue descrita por (Harv.) B.Nord. y publicado en Botaniska Notiser 132(2): 160 (1979).
Sinonimia
- Adenanthemum osmitoides (Harv.) B.Nord.
- Chrysanthemum osmitoides Harv.[5]